# Jakovlev Jak-38
Jakovlev Jak-38 (v kódu NATO Forger) byl první a jediný sovětský operačně nasazený bitevní letoun se schopnostmi VTOL (kolmý vzlet a přistání) pro letadlové lodě. 
Byl vyvinut z experimentálního předchůdce - typu Jak-36, ale prakticky šlo o zcela nový stroj. Původně byl určen speciálně pro sovětské „letecké křižníky“ Projektu 1143 (koncepčně podobné britským „křižníkům s otevřenou palubou“), později byl nasazen i na jiných plavidlech a experimentálně byla zkoušena i jeho schopnost operovat i z civilních nákladních lodí.
První prototyp vzlétl 15. ledna 1971. Letoun byl dále upravován, sériově se začal vyrábět od roku 1975, o rok později byl zařazen do výzbroje sovětského námořnictva. Sloužil na letadlových křižnících Kijev, Minsk a Novorossijsk. Kromě předsériové verze a dvou základních verzí se vyráběl i školní typ Jak-38U pro výcvik pilotů, bez výzbroje a radiolokátoru.
Letoun mohl sice kolmo vzlétat a přistávat, ale trpěl nízkou nosností a nedostačujícím doletem a vytrvalostí. Vůči určení i vzhledem velmi podobnému letounu Harrier představoval zcela samostatnou konstrukci, byl ale záměrně řešen mnohem konvenčněji a jednodušeji. Zatímco Harrier mohl všechen tah svého jediného motoru použít ke kolmému startu a následně vodorovnému letu, Jak-38 měl dva motory pro kolmý start a třetí pro vodorovný let. To na jedné straně vedlo ke snazšímu a méně riskantnímu vývoji, ale na druhé straně také znamenalo výrazně horší konečné parametry. 
Přes své nedostatky letouny Jak-38 intenzivně sloužily na palubách sovětských letadlových lodí a během studené války plnily úkoly, kterých v sovětském námořnictvu jiné stroje nebyly schopny. Skutečného bojového nasazení se ale dočkaly pouze čtyři stroje (Forger A) spolu se Su-25 v Afghánistánu na jaře roku 1980, kam je přepravily velké nákladní An-22. Toto nasazení však skončilo debaklem. V horkém podnebí a vysokých nadmořských výškách byly stroje prakticky neschopné kolmého startu a jejich bojový radius zde byl pouze okolo 120 km. Kritizována byla i jejich přesnost střelby a bombardování.
Nerealizován zůstal projekt vylepšené varianty Jak-39 z roku 1983, která měla disponovat větším doletem, výkonnějším radarem, avionikou a výzbrojí.

## Specifikace (Jak-38M)

### Technické údaje
- Posádka: 1
- Rozpětí: 7,32 m
- Délka: 16,37 m
- Výška: 4,25 m
- Nosná plocha: 18,5 m²
- Prázdná hmotnost: 7 385 kg
- Max. vzletová hmotnost: 11 300 kg
- Pohonná jednotka: 1× proudový motor Tumanskij R-28 V-300 o tahu 66,7 kN
- Pohonná jednotka: 2× proudový motor Rybinsk RD-38 o tahu 31,9 kN

### Výkony
- Maximální rychlost: 1 280 km/h
- Dolet: 1 300 km
- Operační dostup: 11 000 m
- Stoupavost: 75 m/s

### Výzbroj
- 1× závěs s kanonem GŠ-23L ráže 23 mm
- 4× závěs pod křídly s nosností 2000 kg pro:
  - rakety různých typů do 240 mm
  - 2x protilodní střely nebo střely vzduch-země Ch-23 (AS-7 Kerry) na vnitřních pylonech
  - střely vzduch-vzduch R-60 nebo R-60M (AA-8 Aphid) mohou být neseny na externích pylonech
  - 2× víceúčelovou pumu FAB-500 nebo čtyři FAB-250, dvě zápalně ZB-500 nebo dvě nukleární pumy RN-28.
  - 2× přídavné nádrže